# Deportarea germanilor din România în Uniunea Sovietică
Deportarea germanilor din România în Uniunea Sovietică este o fațetă a evenimentelor numite Strămutarea germanilor după al Doilea Război Mondial, strămutare care a constat în acțiuni de deportare în masă în Uniunea Sovietică a unei părți din populația civilă de origine germană, acțiuni care au avut loc nu numai în România, ci în toate țările foste aliate cu Germania și care au ajuns sub influența sovietică în urma Tratatului de la Ialta din 1945. 
Aceste deportări pot fi considerate printre altele și drept o răzbunare împotriva celora care au declanșat dezastruosul război. Ele au încălcat însă dreptul internațional. În timp ce prin Procesele de la Nürnberg organizate de Aliați în 1945-1946, capii puterii naziste au fost condamnați la închisoare sau chiar la moarte, unul din principalele capete de acuzare fiind deportarea populației civile, pentru deportările în Uniunea Sovietică, în condiții inumane, pe care istoricul american Alfred de Zayas le compară cu munca forțată impusă de hitleriști, nimeni nu a fost încă tras la răspundere până acum (2012).

## Poziția oficială a guvernului Rădescu
Ordinul de deportare pentru etnicii germani din România îl constituie nota nr. 031 din 6 ianuarie 1945, emisă de Comisia Aliată de Control și semnată de generalul Vinogradov, locțiitorul Președintelui Comisiei Aliate de Control, și adresată Președintelui Consiliului de Miniștri, Nicolae Rădescu. În această notă se solicită „mobilizarea pentru muncă” a „tuturor locuitorilor germani apți de muncă, indiferent de cetățenia lor”, mobilizarea urmând a se desfășura în perioada 10-20 ianuarie 1945. Cei mobilizați aveau voie să ia cu ei îmbrăcăminte, lenjerie de pat, obiecte sanitare, hrană, greutatea totală a bagajului nedepășind 20 de kilograme. Mulți dintre aceștia fiind ridicați de pe stradă sau prin surprindere, nu au avut timp să-și facă bagajul, ceea ce a avut consecințe grave atât pe parcursul transportului cât și în lagăr, ei neavând ce mânca și nici îmbrăcăminte corespunzătoare.
Ultimul guvern necomunist din România, avându-l în frunte pe prim-ministrul Nicolae Rădescu, declara că fusese "complet surprins" de somația lansată la 6 ianuarie 1945 de forțele sovietice de ocupație, de a mobiliza pe toți germanii cetățeni români în vedere deportării în Uniunea Sovietică. Ordinul sovietic de deportare avea în vedere toți bărbații cu vârstele cuprinse între 17 și 45 de ani și toate femeile cu vârste între 18 și 30 de ani. Erau excluse numai femeile gravide, cele cu copii de sub un an și persoanele inapte de muncă. La 13 ianuarie 1945, când ridicarea germanilor începuse în București, Brașov și Timișoara, guvernul Rădescu a înaintat o notă de protest către vicepreședintele sovietic al Comisiei Aliate de Control pentru România, generalului Vinogradov. În notă se arăta că Tratatul de armistițiu (încheiat la 12 septembrie 1944) nu prevedea deportări și că industria românească avea de suferit în urma deportării unei forțe de muncă atât de numeroase, în special a unui procent ridicat din forța de muncă calificată, din sânul populației germane. În încheierea notei, Rădescu sublinia aspecte umanitare: soarta femeilor și a copiilor rămași acasă. Deoarece reacția SUA la deportările ordonate a fost firavă, iar cea a Angliei reținută, autoritățile României ocupate de armata sovietică nu au avut niciun mijloc de a se opune dispoziției sovietice de deportare.

## Poziția Marii Britanii
În timp ce regele Mihai și generalul Rădescu au protestat public, primul ministru al Marii Britanii, Winston Churchill, a considerat că este "dreptul sovieticilor" să aducă forță de muncă de origine germană din Europa de est. Este celebră remarca sa „Why are we making a fuss about the Russian deportations in Rumania of Saxons and others?“ (De ce facem atâta caz cu privire la deportarea în Rusia a sașilor din România și a altora?) 

## Caracterizare
Deportarea a fost caracterizată drept "una din primele manifestări ale războiului rece", ca rezultat al imposibilității controlului reciproc între Occident și Răsărit, încă înainte de terminarea celui de-al Doilea Război Mondial.

## Statistici

#### Șvabii sătmăreni
Deportarea a circa 5.000 de șvabi sătmăreni din nord-vestul României a început încă din 2 și 3 ianuarie 1945. Din cei 5.000 trimiși la muncă forțată au decedat în perioada 1948-1949 aproape 1.000 de șvabi sătmăreni.

#### Sașii transilvăneni
Statisticile privind deportarea sașilor transilvăneni indică faptul că peste 30.000 de persoane au fost deportate în Uniunea Sovietică, reprezentând circa 15% din populația germană a Transilvaniei (după datele din 1941). În cazul a 12% din persoanele deportate nu s-a respectat vârsta prevăzută în ordin, încât au fost deportate o fată de 13 ani și persoane de 55 de ani. 9 din 10 deportați au ajuns în Ucraina (regiunile Dnepropetrovsk, Stalino și Voroșilovgrad), restul în zona munților Ural.
Deportații au fost repartizați în 85 de lagăre. O treime din deportați lucrau în mine, un sfert în construcții, restul în industrie, agricultură și în administrația lagărelor. Foarte puțini au îndeplinit munci conform pregătirii lor.
Primii deportați inapți de muncă au fost repatriați în Transilvania la finele lui 1945. Între 1946-1947 circa 5.100 de sași au fost aduși, cu transporturi speciale pentru bolnavi, la Frankfurt an der Oder, oraș aflat atunci în zona de ocupație sovietică din Germania.
Circa 12% dintre deportați (3.076 de persoane) au murit, raportul fiind de 3 bărbați morți la o femeie moartă. La eliberarea din deportare un sfert dintre deportați au fost trimiși în Germania, dintre ei numai unul din 7 reîntorcându-se în Transilvania. 
Rata maximă a deceselor s-a înregistrat în 1947. Din 1948 situația a început să se îmbunătățească, numărul de bolnavi și de morți scăzând considerabil.
Tot în 1948 au început să fie eliberați din lagăre și persoane apte de muncă (în total 49%), pentru ca în octombrie 1949 lagărele să fie desființate. Ultima treime de deportați s-au întors în Transilvania. Dintre cei deportați în zona de ocupație sovietică a Germaniei, circa 50 % au primit permisiunea să se întoarcă acasă. Ceilalți au trecut, în majoritate, în Germania Occidentală, puțini rămânând în Republica Democrată Germană. 
Unui număr de 202 persoane li s-a permis să se întoarcă acasă abia în perioada 1950-1952. Sovieticii susțineau că șapte persoane deportate au ales să rămână în URSS.

#### Șvabii bănățeni
Circa 33.000 șvabi bănățeni au fost ridicați de la casele lor între 14 și 16 ianuarie 1945.
În orașe, cei vizați a fost scoși cu forța din casele lor de patrule militare mixte româno-sovietice. În sate au fost adunați de jandarmi și funcționarii de la primării, duși la locurile de adunare, apoi urcați în trenuri spre a fi trimiși la Timișoara.
Primele transporturi din Timișoara spre Uniunea Sovietică au început pe 18 ianuarie 1945. Săptămâni în șir, oamenii au fost urcați în vagoane de marfă și duși spre minele de cărbuni și centrele industriale sovietice. Acolo, deportații au avut un program de muncă zilnic de 12 ore, cu hrană insuficientă și măsuri de igienă precare. Din persoanele deportate circa 5.000 au decedat (circa 15%).

## Actualizare în 1995
În ziarul Allgemeine Deutsche Zeitung für Rumänien din 13 ianuarie 1995 a fost publicat un articol care dezvăluia faptul că guvernul României nu fusese, de fapt, „complet surprins” de ordinul de deportare, deoarece încă înainte de a primi acest ordin, guvernul a dispus întocmirea de liste cu bărbați și femei apți de muncă forțată, și că și CFR-ul începuse să pregătească, cu săptămâni înainte, vagoane pentru vite în vederea acestei acțiuni. În baza unor surse descoperite de curând s-a constatat că deportarea etnicilor germani fusese pregătită minuțios: încă din 19 decembrie 1944 biroul primului ministru a transmis ordine telefonice inspectoratelor de poliție pentru a înregistra populația germană aptă de muncă.
Toate grupurile de armate ale Armatei Roșii au avut ordin să adune în lagăre un anumit număr de persoane de etnie germană, apte de muncă, și să le deporteze în Uniunea Sovietică. În România, această misiune a fost îndeplinită cu ajutorul autorităților române, sprijinite de unități ale Armatei Roșii și de agenți ai GRU (Glavnoie Razvedivatelnoie Upravlenie – serviciul de informații al armatei sovietice).

## Cosmetizarea deportărilor forțate
Istoricul Günter Klein a putut consulta trei dosare personale ale lui Iosif Vissarionovici Stalin, clasificate ca "strict secret", în care acesta cerea explicit deportarea persoanelor "de naționalitate germană" („liz niemețkoi naționalnost’“).
Ulterior, Stalin a încercat să obțină o legitimare a deportărilor, drept pentru care, la Conferința de la Ialta, din 4-11 februarie 1945, pe lângă alte plăți cerute ca reparații de război, el a cerut Germaniei "despăgubiri de război prin prestații" (în engleză "Reparations in kind"), adică forma cosmetizată a ceea ce era de fapt deportarea în masă a germanilor în Uniunea Sovietică în scopul prestării de muncă forțată neplătită, în esență cu absolut nimic diferit față de ceea ce practicaseră naziștii între 1933 și 1945 cu milioane de oameni de naționalități dintre cele mai diferite. Roosevelt și Winston Churchill și-au dat acordul pentru ceea ce a fost considerat, numai câteva luni mai târziu, "genocid, crime de război și crime împotriva umanității" .

### În presă
În ziarul Scânteia din 18 februarie 1945 a apărut următorul comunicat (cu ortografia originală): Precizări în legătură cu ridicarea nemților.

Preșidinția consiliului de miniștri comunică: 
 Întru cât circulă diferite svonuri care nu au temei, se aduce la cunoștința populației de origine etnică germană următoarele: Sunt ridicați, din ordinul Înaltului Comandament Sovietic, spre a fi duși în locurile unde se simte nevoia de brațe de muncă, următoarele categorii de cetățeni de origine etnică germană:

Bărbații între anii 16-45. 

Femeile între anii 18-30, afară de cele care au copii ce nu au împlinit vârsta de un an.
După ce vor fi ajunși la locurile de destinație, familiile vor fi încunoștințate și autorizate să le scrie și să le trimită pachete. Ridicarea are caracter provizoriu, întru cât este vorba de muncă necesară pentru nevoile războiului.

## Muncă forțată pentru germanii care nu au fost deportați în URSS
Prin adresa Nr. A/192 din 19.II.1945, Comisia Aliată de Control din România a cerut Președinției Consiliului de Miniștri, ca toți germanii civili și militari cari s'au ascuns și sustras dela mobilizarea pentru lucru în URSS, să fie mobilizați prin organizarea unor batalioane de lucru în interiorul țării. O situație cu persoanele ce urmau să fie înrolate în aceste detașamente preciza că cei 10.528 etnici germani care au fost exceptați în ianuarie 1945 de către Inspectoratul General al Jandarmeriei deveneau acum ‘mobilizabili’ pentru muncă. După anul 1948 nu mai există date privind organizarea unor astfel de detașamente. 
În anii 1950 au urmat deportările în Bărăgan.

## Condamnarea deportărilor
La 1 mai 1997 ministrul român de externe Adrian Severin a exprimat în fața ministrului german de externe Klaus Kinkel scuzele statului român pentru nedreptățile la care a fost supusă populația de origine germană din România, prin deportările în Uniunea Sovietică, deportarea șvabilor în Bărăgan și pentru comercializarea emigrației practicată de regimul Nicolae Ceaușescu în anii 1970 și 1980.

## Comemorare
Duminică, 8 martie 2015, Asociația Foștilor Deportați în URSS, condusă de Ignaz Bernhard Fischer, a comemorat 70 de ani de la deportarea germanilor din România la muncă silnică în fosta Uniune Sovietică. Cu această ocazie, la Timișoara, în prezența președintele României Klaus Iohannis, în curtea casei Adam Müller-Guttenbrunn a fost dezvelit Memorialul pentru foștii deportați în URSS, realizat din marmură la Rusca Montană.
În 2015, cu ocazia comemorării a 75 de ani de la aceste evenimente, la Institutul Cultural Român din Berlin a fost organizată expoziția intitulată „Ordinul 7161. Mărturii”. Expoziția a reprezentat un fragment din memoria vizuală a unui capitol din istoria europeană postbelică puțin cunoscut în Germania. Au fost expuse imagini realizate în anii 2012 și 2015 de fotograful luxemburghez Marc Schroeder care a întâlnit și a fotografiat 40 de supraviețuitori. Din imaginile și relatările martorilor acelor vremuri a rezultat o amintire comună a deportărilor.